# 孔祥珂
孔祥珂（1848年9月25日—1876年11月14日），號覲堂。孔子七十五代嫡孫，山東曲阜人。

## 生平
孔祥珂生於道光二十八年（1848年）八月二十八日申時:14；父親為衍聖公孔繁灝，母親為兵部尚書畢沅孫女畢景桓:100, 303。孔繁灝是畢沅的外孫，夫婦兩人是表兄妹:14，故他的族人孔繁銀日後在著作《衍聖公府見聞》中談及孔祥珂自幼發育不健全、身體虛弱。然而孔祥珂成年後，在書法、鑑賞以及文學方面都有所造詣。同治二年（1863年）襲爵，誥授光祿大夫:14。同年奏請皇帝恩准，賜孔氏七十六世至八十五世字派為：「令德維垂佑，欽紹念顯揚。」:171-172此時捻軍自北突過泗水，直撲曲阜。與知縣率領官兵拚死抵抗，直到援兵到來。為保護林廟及孔府安全，孔祥珂中斷了一年一度的林廟會及每年春、秋兩次的孔廟丁祭活動。
孔祥珂在光緒二年（1876年）九月二十九日申時卒，得年僅二十九歲:19；賜諡莊愨。

## 家庭
- 父：孔繁灝（1806年—1862年），道光二十一年（1841年）承襲衍聖公。
- 前母：方氏（1804年—1826年），安徽桐城縣人，方傳秩長女；祖父直隸總督方受疇、祖母孔楙祉為衍聖公孔昭煥長女。[6][註 1]
- 前母：李氏（1807年—1834年），孔繁灝繼配，安徽太湖縣人，刑部尚書、貴州布政使司布政使李長森第三女。
- 母：畢景桓（1813年—1875年），孔繁灝繼配，江蘇鎮洋縣人，畢沅孫女、湖南岳州府同知畢鄂珠長女。[7][註 2]
  - 妻：彭氏（1849年—1908年），江蘇長洲縣人，為武英殿大學士彭蘊章之孫女、河南修武縣知縣彭祖芬長女，外祖為浙江嘉善縣人周爾墉。[8][1]:14[註 3][9]
    - 子：孔令貽（1872年—1919年），光緒三年（1877年）承襲衍聖公[10]。

## 附註
1. ↑  「夫人方氏，桐城人，總督直隸軍務兵部尚書都察院右都御史方受疇孫女、候補知府傳秩長女。嘉慶九年四月十四日亥時生，道光六年十月二十日酉時卒，年二十三。繼配李氏，太湖人，刑部尚書貴州布政使司布政使長森第三女。嘉慶十二年八月二十九日子時生，道光十三年十二月十五日午時卒，年二十七。畢氏，鎮洋人，太子太保總督湖北湖南軍務兵部尚書都察院右都御史沅孫女、湖南岳州府同知鄂珠長女。嘉慶十八年八月二十四日卯時生。子三：祥璣，庶出；祥珂，畢出；祥璞，庶出。女一，重觀，年二十二歲卒，方出。」[1]:13
2. ↑  「……嘉慶十八年八月二十四日卯時生，光緒元年四月十九日亥時卒，年六十三」[4]:19
3. ↑  「夫人彭氏，長洲人，武英殿大學士蘊章孫女、河南修武縣知縣祖芬長女。道光二十九年五月十一日辰時生。子一，令貽」

## 延伸阅读
[在维基数据编辑]
 《清史稿·卷483》，出自趙爾巽《清史稿》
 在维基共享资源阅览影像